# Андреа Сіленці
Андреа Сіленці (італ. Andrea Silenzi, нар. 10 лютого 1966, Рим) — італійський футболіст, що грав на позиції нападника. По завершенні ігрової кар'єри — спортивний функціонер.
Виступав, зокрема, за клуб «Торіно», а також національну збірну Італії.
Володар Суперкубка Італії з футболу. Володар Кубка Італії. 

## Клубна кар'єра
Народився 10 лютого 1966 року в Римі. Вихованець юнацької команди «Пескаторі Остіа».
У дорослому футболі дебютував 1984 року виступами за команду клубу «Лодіджані», в якій провів три сезони, взявши участь у 49 матчах чемпіонату. 
Згодом з 1987 по 1990 рік грав у складі команд клубів «Ареццо» та «Реджяна». У складі останньої в сезоні 1989/90 з 23 голами став найкращим бомбардиром Серії B, чим привернув до себе увагу представників «Наполі», до якого перейшов влітку 1990 року. З неаполітанською командою того ж року став володарем Суперкубка Італії з футболу, хоча у грі за цей трофей новачок команди не виходив. Загалом провів у «Наполі» два сезони, протягом яких отримував певний ігровий час, але результативністю не відзначався (6 голів у 39 іграх чемпіонату).
Утім своєю грою за «Наполі» привернув увагу представників тренерського штабу «Торіно», до складу якого приєднався 1992 року. У туринській команді відразу став основним нападником і відіграв за неї наступні три сезони своєї ігрової кар'єри. У своєму першому сезоні в «Торіно» додав до переліку своїх трофеїв титул володаря Кубка Італії. Причому саме два голи Сіленці у матчі-відповіді фіналу цього змагання на полі «Роми» дозволили «Торіно» святкувати перемогу — рахунок за сумою двох зустрічей був 5:5 і лише два гостьові голи у програному з рахунком 2:5 матчі у Римі зробили туринців володарями трофею.
Влітку 1995 року на запрошення Френка Кларка, головного тренера «Ноттінгем Форест», приєднався за 1,8 мільйони фунтів до команди цього клубу, ставши таким чином першим італійським легіонером в англійській Прем'єр-лізі. Утім призвачаїтися до місцевого стилю гри італійський нападник не зумів і трохи більш ніж за рік повернувся на батьківщину, так й не забивши у Прем'єр-лізі жодного гола. 
1996 року був орендований на сезон друголіговою «Венецією», згодом ще по одному сезону провів в інших командах Серії B — «Реджяні» та «Равенні». 
В сезоні 1999/2000 повертався до «Торіно», проте взяв участь лише в 11 матчах команди у чемпіонаті, і його два голи у ціх іграх не змогли допомогти туринцям втриматися у Серії A.
Завершив професійну ігрову кар'єру у «Равенні», за яку провів 7 ігор в сезоні 2000/01.

## Виступи за збірну
16 лютого 1994 року вийшов на поле у складі національної збірної Італії у товариській грі проти збірної Франції. У подальшому до матчів національної команди не залучався.
| Дата      | Місто   | Господарі | Результат | Гості   | Турнір           | Голи | Примітки |
| --------- | ------- | --------- | --------- | ------- | ---------------- | ---- | -------- |
| 16-2-1994 | Неаполь | Італія    | 0 – 1     | Франція | товариський матч | -    |          |
| Усього    |         | Матчів    | 1         |         | Голів            | 0    |          |

## Титули і досягнення

### Командні
- Володар Суперкубка Італії з футболу (1):

«Наполі»:  1990
- Володар Кубка Італії (1):

«Торіно»:  1992-1993

### Особисті
- Найкращий бомбардир Серії B (1):

1989-1990 (23)